# Primera División C 2014
El campeonato de la Primera División C 2014 del fútbol paraguayo, denominado "Homenaje a Don Epifanio Rojas Carísimo, fue la décima octava competencia oficial de la Primera División C organizada por la Asociación Paraguaya de Fútbol (APF). Se dio inicio el 3 de mayo y finalizó el 28 de septiembre. Consagrándose campeón el club Fulgencio Yegros.
Lograron su ascenso a la Tercera División los clubes Fulgencio Yegros y General Caballero CG. Al ser la última división del fútbol paraguayo el club Club 1° de Marzo fue desprogramado para la temporada 2015.

## Sistema de competición
Como primera fase se juegan partidos de todos contra todos a una sola rueda, tras la cual los ocho mejores clasifican a la segunda etapa. Los clasificados disputan los cuartos de final, en el formato del 1º vs 8º, 2º vs 7º, 3º vs 6º, 4º vs 5º con la ventaja deportiva para los mejores clasificados; es decir, si los partidos de cuartos de final terminan en empate de puntos y goles, clasifica el mejor posicionado en la primera fase, los ganadores pasan a las semifinales (a partir de esta etapa ya no se tiene en cuenta la ventaja deportiva). Luego, los que triunfan en semifinales se ganan el ascenso a la Primera B y además juegan las dos finales para conocer al campeón.
El modo de disputa varió por primera vez luego de varios años en que se usaba uno de dos sistemas (el de liga y el de dos grupos más fase final). Las consecuencias fueron que no habrá juegos de revancha con localía invertida y que la mitad de los clubes competirá solo por tres meses (como ya había pasado los dos años anteriores). Según los dirigentes, esto lo decidieron debido a razones económicas.
En caso de paridad de puntos entre dos contendientes en zona de ascenso o descenso, se definirán los puestos en un partido extra. De existir más de dos en disputa, se resuelve según los siguientes parámetros:
1) saldo de goles;
2) mayor cantidad de goles marcados;
3) mayor cantidad de goles marcados en condición de visitante;
4) sorteo.

## Producto de la clasificación
- El torneo coronará el 18º campeón en la historia de la Primera División C.

- Tanto el campeón como el subcampeón del torneo obtendrán directamente su ascenso a la Primera División B.

- El equipo que obtenga el menor puntaje en el torneo, será desprogramado de la temporada siguiente y solo podrá volver para el campeonato del 2016.[7]

## Ascensos y descensos
| Ascendidos a Primera B                              |
| --------------------------------------------------- |
| Sportivo Limpeño (Campeón de la Primera División C) |
| Oriental (Subcampeón de la Primera División C)      |

| Desprogramado por una temporada                                  |
| ---------------------------------------------------------------- |
| General Caballero SF (Último en la tabla de la temporada pasada) |

| Desprogramados que retornan                   |
| --------------------------------------------- |
| Sport Colonial (Desprogramado temporada 2012) |

| Descendidos de Primera B                                |
| ------------------------------------------------------- |
| General Caballero CG (Penúltimo en la temporada pasada) |
| 12 de Octubre SD (Último en la temporada pasada)        |

## Equipos participantes
| Equipo                 | Fundación              | Ciudad                            | Estadio                 | Capacidad |
| ---------------------- | ---------------------- | --------------------------------- | ----------------------- | --------- |
| 1° de Marzo            | 1 de marzo de 1963     | Fernando de la Mora               | 1° de Marzo             | 2.000     |
| 12 de Octubre          | 12 de octubre de 1922  | Virgen del Huerto, Asunción       | Rafael Giménez          | 2.000     |
| Ameliano               | 6 de junio de 1936     | Virgen del Huerto, Asunción       | José Tomás Silva        | 2.000     |
| Cristóbal Colón J.A.S. | 12 de octubre de 1913  | Julián Augusto Saldívar           | Herminio Ricardo        | 3.000     |
| Fulgencio Yegros       | 14 de mayo de 1924     | Ñemby                             | Fulgencio Yegros        | 1.000     |
| General Caballero CG   | 10 de febrero de 1948  | Campo Grande, Luque               | 26 de Febrero           | 1.600     |
| Humaitá                | 19 de febrero de 1932  | Mariano Roque Alonso              | Pioneros de Corumba Cué | 7.000     |
| Juventud               | 28 de agosto de 1920   | Loma Pytâ, Asunción               | Juventud                | 2.000     |
| Pilcomayo              | 9 de junio de 1915     | Mariano Roque Alonso              | Agustín Báez            | 800       |
| Pinozá                 | 1 de noviembre de 1921 | Vista Alegre, Asunción            | Alfredo Stroessner      | 80        |
| Recoleta               | 12 de febrero de 1931  | Barrio Recoleta, Asunción         | Roque Battilana         | 6.000     |
| Silvio Pettirossi      | 11 de marzo de 1925    | Republicano, Asunción             | Bernabé Pedrozo         | 4.000     |
| Sport Colonial         | 11 de marzo de 1925    | Santa Ana, Asunción               | Celestino Mongelós      | 600       |
| Tembetary              | 3 de agosto de 1912    | Asunción (social) Ypané (canchas) | Ypané                   | 4.500     |
| Valois Rivarola        | 12 de julio de 1936    | Zeballos Cué, Asunción            | Gregorio Sarubbi        | 500       |

### Distribución geográfica de los equipos
| Departamento         | # | Clubes |
| -------------------- | - | --- |
| Distrito Capital     | 8 | 12 de Octubre SD, Ameliano, Juventud, Pinozá, Recoleta, Silvio Pettirossi, Sport Colonial, Valois Rivarola                                                                                     |
| Departamento Central | 7 | 1° de Marzo (Fernando de la Mora); Humaitá y Pilcomayo (Mariano Roque Alonso); Fulgencio Yegros (Ñemby); Gral. Caballero CG (Luque); Cristóbal Colón (J. Augusto Saldívar); Tembetary (Ypané). |

## Primera fase

### Tabla de posiciones
| Pos | Equipo               | Pts | PJ | G | E | P  | GF | GC | DIF |
| --- | -------------------- | --- | -- | - | - | -- | -- | -- | --- |
| 1º  | Fulgencio Yegros     | 32  | 14 | 9 | 5 | 0  | 40 | 17 | 23  |
| 2º  | Cristóbal Colón JAS  | 30  | 14 | 9 | 3 | 2  | 39 | 15 | 24  |
| 3º  | General Caballero CG | 28  | 14 | 8 | 4 | 2  | 21 | 11 | 10  |
| 4º  | Sportivo Ameliano    | 25  | 14 | 7 | 4 | 3  | 28 | 19 | 9   |
| 5º  | Tembetary            | 22  | 14 | 6 | 4 | 4  | 22 | 17 | 5   |
| 6º  | Pilcomayo            | 21  | 14 | 6 | 3 | 5  | 20 | 19 | 1   |
| 7º  | Humaitá              | 18  | 14 | 5 | 3 | 6  | 16 | 16 | 0   |
| 8º  | Silvio Pettirossi    | 18  | 14 | 4 | 7 | 3  | 18 | 19 | -1  |
| 9º  | Valois Rivarola      | 17  | 14 | 4 | 5 | 5  | 16 | 20 | -4  |
| 10º | Pinozá               | 16  | 14 | 4 | 4 | 6  | 18 | 24 | -6  |
| 11° | 12 de Octubre SD     | 14  | 14 | 4 | 2 | 8  | 24 | 32 | -8  |
| 12º | Sport Colonial       | 13  | 14 | 3 | 4 | 7  | 17 | 32 | -15 |
| 13º | Deportivo Recoleta   | 12  | 14 | 2 | 6 | 6  | 17 | 25 | -8  |
| 14º | Atlético Juventud    | 10  | 14 | 3 | 1 | 10 | 8  | 27 | -19 |
| 15º | 1° de Marzo          | 9   | 14 | 1 | 6 | 7  | 20 | 31 | -11 |

|  |                                 |
|  | Clasificaron a la segunda fase. |

|  |                                |
|  | Desafiliado por una temporada. |

1. 1 2  Tuvieron que disputar un partido de desempate al igualar en puntos.

### Resultados
| Ameliano             | 4 - 2 | Silvio Pettirossi | 3 de mayo |
| Cristóbal Colón JAS  | 4 - 0 | Pinozá            | 4 de mayo |
| Pilcomayo            | 0 - 2 | Tembetary         | 4 de mayo |
| Sport Colonial       | 1 - 1 | 1º de Marzo       | 4 de mayo |
| Valois Rivarola      | 0 - 0 | Fulgencio Yegros  | 4 de mayo |
| Recoleta             | 0 - 0 | 12 de Octubre SD  | 4 de mayo |
| General Caballero CG | 2 - 0 | Juventud          | 4 de mayo |
| Libre: Humaitá.      |       |                   |           |

| 12 de Octubre SD  | 1 - 3 | General Caballero CG | 11 de mayo |
| Fulgencio Yegros  | 3 - 2 | Recoleta             | 11 de mayo |
| 1º de Marzo       | 2 - 2 | Valois Rivarola      | 11 de mayo |
| Tembetary         | 1 - 1 | Sport Colonial       | 11 de mayo |
| Pinozá            | 2 - 5 | Pilcomayo            | 11 de mayo |
| Silvio Pettirossi | 1 - 3 | Cristóbal Colón JAS  | 11 de mayo |
| Humaitá           | 2 - 0 | Ameliano             | 11 de mayo |
| Libre: Juventud.  |       |                      |            |

| Cristóbal Colón JAS  | 1 - 0 | Humaitá           | 18 de mayo |
| Pilcomayo            | 2 - 1 | Silvio Pettirossi | 18 de mayo |
| Sport Colonial       | 1 - 0 | Pinozá            | 18 de mayo |
| Valois Rivarola      | 1 - 3 | Tembetary         | 18 de mayo |
| Recoleta             | 2 - 1 | 1º de Marzo       | 18 de mayo |
| General Caballero CG | 1 - 1 | Fulgencio Yegros  | 18 de mayo |
| Juventud             | 2 - 1 | 12 de Octubre SD  | 18 de mayo |
| Libre: Ameliano.     |       |                   |            |

| 1º de Marzo              | 1 - 2 | General Caballero CG | 24 de mayo |
| Fulgencio Yegros         | 3 - 0 | Juventud             | 28 de mayo |
| Tembetary                | 3 - 2 | Recoleta             | 28 de mayo |
| Pinozá                   | 2 - 1 | Valois Rivarola      | 28 de mayo |
| Silvio Pettirossi        | 2 - 1 | Colonial             | 28 de mayo |
| Humaitá                  | 1 - 2 | Pilcomayo            | 28 de mayo |
| Ameliano                 | 3 - 2 | Cristóbal Colón JAS  | 28 de mayo |
| Libre: 12 de Octubre SD. |       |                      |            |

| Sport Colonial              | 1 - 2 | Humaitá           | 1 de junio |
| Valois Rivarola             | 1 - 1 | Silvio Pettirossi | 1 de junio |
| Recoleta                    | 1 - 1 | Pinozá            | 1 de junio |
| General Caballero CG        | 0 - 1 | Tembetary         | 1 de junio |
| Juventud                    | 3 - 1 | 1º de Marzo       | 1 de junio |
| 12 de Octubre SD            | 3 - 5 | Fulgencio Yegros  | 1 de junio |
| Pilcomayo                   | 0 - 0 | Ameliano          | 3 de junio |
| Libre: Cristóbal Colón JAS. |       |                   |            |

| Pinozá                   | 1 - 2 | General Caballero CG | 7 de junio |
| Ameliano                 | 4 - 2 | Sport Colonial       | 7 de junio |
| Cristóbal Colón JAS      | 3 - 0 | Pilcomayo            | 7 de junio |
| 1º de Marzo              | 1 - 3 | 12 de Octubre SD     | 8 de junio |
| Tembetary                | 2 - 0 | Juventud             | 8 de junio |
| Silvio Pettirossi        | 1 - 1 | Recoleta             | 8 de junio |
| Humaitá                  | 1 - 2 | Valois Rivarola      | 8 de junio |
| Libre: Fulgencio Yegros. |       |                      |            |

| Sport Colonial       | 0 - 2 | Cristóbal Colón JAS | 14 de junio |
| Valois Rivarola      | 1 - 0 | Ameliano            | 14 de junio |
| Recoleta             | 1 - 1 | Humaitá             | 14 de junio |
| General Caballero CG | 2 - 1 | Silvio Pettirossi   | 14 de junio |
| Juventud             | 0 - 1 | Pinozá              | 14 de junio |
| 12 de Octubre SD     | 3 - 2 | Tembetary           | 14 de junio |
| Fulgencio Yegros     | 5 - 1 | 1º de Marzo         | 14 de junio |
| Libre: Pilcomayo.    |       |                     |             |

| Pinozá              | 5 - 0 | 12 de Octubre SD     | 21 de junio |
| Tembetary           | 4 - 4 | Fulgencio Yegros     | 22 de junio |
| Silvio Pettirossi   | 3 - 1 | Juventud             | 22 de junio |
| Humaitá             | 0 - 2 | General Caballero CG | 22 de junio |
| Ameliano            | 1 - 1 | Recoleta             | 22 de junio |
| Cristóbal Colón JAS | 2 - 0 | Valois Rivarola      | 22 de junio |
| Pilcomayo           | 2 - 4 | Sport Colonial       | 22 de junio |
| Libre: 1º de Marzo. |       |                      |             |

| 1º de Marzo            | 1 - 1 | Tembetary           | 6 de julio |
| 12 de Octubre SD       | 2 - 3 | Silvio Pettirossi   | 6 de julio |
| Fulgencio Yegros       | 3 - 1 | Pinozá              | 6 de julio |
| Juventud               | 0 - 2 | Humaitá             | 6 de julio |
| General Caballero CG   | 3 - 2 | Ameliano            | 6 de julio |
| Recoleta               | 2 - 7 | Cristóbal Colón JAS | 6 de julio |
| Valois Rivarola        | 2 - 1 | Pilcomayo           | 6 de julio |
| Libre: Sport Colonial. |       |                     |            |

| Pinozá              | 1 - 4 | 1º de Marzo          | 13 de julio |
| Silvio Pettirossi   | 0 - 0 | Fulgencio Yegros     | 13 de julio |
| Humaitá             | 3 - 0 | 12 de Octubre SD     | 13 de julio |
| Ameliano            | 2 - 0 | Juventud             | 13 de julio |
| Cristóbal Colón JAS | 0 - 0 | General Caballero CG | 13 de julio |
| Sport Colonial      | 2 - 2 | Valois Rivarola      | 14 de julio |
| Pilcomayo           | 2 - 0 | Recoleta             | 15 de julio |
| Libre: Tembetary.   |       |                      |             |

| Recoleta                | 1 - 2 | Sport Colonial      | 20 de julio |
| General Caballero CG    | 0 - 1 | Pilcomayo           | 20 de julio |
| Juventud                | 0 - 6 | Cristóbal Colón JAS | 20 de julio |
| 12 de Octubre SD        | 0 - 1 | Ameliano            | 20 de julio |
| Fulgencio Yegros        | 2 - 0 | Humaitá             | 20 de julio |
| 1º de Marzo             | 1 - 1 | Silvio Pettirossi   | 20 de julio |
| Tembetary               | 0 - 1 | Pinozá              | 20 de julio |
| Libre: Valois Rivarola. |       |                     |             |

| Silvio Pettirossi   | 1 - 0 | Tembetary            | 26 de julio |
| Cristóbal Colón JAS | 3 - 1 | 12 de Octubre SD     | 26 de julio |
| Humaitá             | 2 - 1 | 1º de Marzo          | 27 de julio |
| Ameliano            | 2 - 2 | Fulgencio Yegros     | 27 de julio |
| Pilcomayo           | 2 - 0 | Juventud             | 27 de julio |
| Colonial            | 2 - 4 | General Caballero CG | 27 de julio |
| Valois Rivarola     | 1 - 3 | Recoleta             | 27 de julio |
| Libre: Pinozá.      |       |                      |             |

| General Caballero CG | 0 - 0 | Valois Rivarola     | 3 de agosto |
| Juventud             | 0 - 0 | Sport Colonial      | 3 de agosto |
| 12 de Octubre SD     | 2 - 2 | Pilcomayo           | 3 de agosto |
| Fulgencio Yegros     | 4 - 2 | Cristóbal Colón JAS | 3 de agosto |
| 1º de Marzo          | 2 - 5 | Ameliano            | 3 de agosto |
| Tembetary            | 2 - 0 | Humaitá             | 3 de agosto |
| Pinozá               | 0 - 0 | Silvio Pettirossi   | 3 de agosto |
| Libre: Recoleta.     |       |                     |             |

| Humaitá                   | 1 - 1 | Pinozá               | 10 de agosto |
| Ameliano                  | 2 - 0 | Tembetary            | 10 de agosto |
| Cristóbal Colón JAS       | 3 - 3 | 1º de Marzo          | 10 de agosto |
| Pilcomayo                 | 1 - 2 | Fulgencio Yegros     | 10 de agosto |
| Colonial                  | 0 - 5 | 12 de Octubre SD     | 10 de agosto |
| Valois Rivarola           | 1 - 0 | Juventud             | 10 de agosto |
| Recoleta                  | 0 - 0 | General Caballero CG | 10 de agosto |
| Libre: Silvio Pettirossi. |       |                      |              |

| Juventud                     | 2 - 1 | Recoleta            | 17 de agosto |
| 12 de Octubre SD             | 3 - 2 | Valois Rivarola     | 17 de agosto |
| Fulgencio Yegros             | 6 - 0 | Sport Colonial      | 17 de agosto |
| 1º de Marzo                  | 0 - 0 | Pilcomayo           | 17 de agosto |
| Tembetary                    | 1 - 1 | Cristóbal Colón JAS | 17 de agosto |
| Pinozá                       | 2 - 2 | Ameliano            | 17 de agosto |
| Silvio Pettirossi            | 1 - 1 | Humaitá             | 17 de agosto |
| Libre: General Caballero CG. |       |                     |              |

### Desempate por el séptimo puesto
| Humaitá | 1 - 0 | Silvio Pettirossi | 20 de agosto |

## Segunda fase
|  | Cuartos de final     | Cuartos de final     | Cuartos de final     |   |                  | Semifinales | Semifinales | Semifinales |  |  | Final            | Final | Final |
|  |                      |                      |                      |   |                  |             |             |             |  |  |                  |       |       |
|  |                      |                      |                      |   |                  |             |             |             |  |  |                  |       |       |
|  | Silvio Pettirossi    | 0                    | 1                    |   |                  |             |             |             |  |  |                  |       |       |
|  | Fulgencio Yegros     | 0                    | 6                    |   |                  |             |             |             |  |  |                  |       |       |
|  | Fulgencio Yegros     | 0                    | 6                    |   | Fulgencio Yegros | 0           | 2           |             |  |  |                  |       |       |
|  |                      |                      |                      |   | Fulgencio Yegros | 0           | 2           |             |  |  |                  |       |       |
|  |                      | Cristóbal Colón JAS  | 0                    | 1 |                  |             |             |             |  |  |                  |       |       |
|  | Humaitá              | Cristóbal Colón JAS  | 0                    | 1 | 1                | 0           |             |             |  |  |                  |       |       |
|  | Humaitá              |                      |                      |   | 1                | 0           |             |             |  |  |                  |       |       |
|  | Cristóbal Colón JAS  | 1                    | 3                    |   |                  |             |             |             |  |  |                  |       |       |
|  |                      |                      |                      |   |                  |             |             |             |  |  | Fulgencio Yegros | 1     | 1     |
|  |                      |                      | General Caballero CG | 0 | 1                |             |             |             |  |  |                  |       |       |
|  | Pilcomayo            | 2                    | 1                    |   |                  |             |             |             |  |  |                  |       |       |
|  | General Caballero CG | 1                    | 2                    |   |                  |             |             |             |  |  |                  |       |       |
|  | General Caballero CG | 1                    | 2                    |   | Ameliano         | 1           | 1           |             |  |  |                  |       |       |
|  |                      |                      |                      |   | Ameliano         | 1           | 1           |             |  |  |                  |       |       |
|  |                      | General Caballero CG | 0                    | 4 |                  |             |             |             |  |  |                  |       |       |
|  | Tembetary            | General Caballero CG | 0                    | 4 | 1                | 2           |             |             |  |  |                  |       |       |
|  | Tembetary            |                      |                      |   | 1                | 2           |             |             |  |  |                  |       |       |
|  | Ameliano             | 3                    | 3                    |   |                  |             |             |             |  |  |                  |       |       |

- Nota: En cada llave, el equipo ubicado en la primera línea es el que ejerce la localía en el partido de ida.

### Cuartos de final
| 23 de agosto de 2014 | Tembetary               | 1:3 | Ameliano                                    | Estadio Roque Battilana, Asunción                  |                                                    |
|                      | Pablo Cáceres 5' (a.g.) |     | Marco Caballero 21' 36' · Pablo Cáceres 51' | Asistencia: 31 espectadores Árbitro(s): C. Paredes | Asistencia: 31 espectadores Árbitro(s): C. Paredes |

| 30 de agosto de 2014 | Ameliano                                      | 3:2     | Tembetary                             | Estadio José Tomás Silva, Asunción                      |                                                         |
|                      | Ángel Benítez 10' · Wilson Portillo 51' 90+3' | Reporte | Javier Mendoza 41' · César Castro 54' | Asistencia: 53 espectadores Árbitro(s): Arsenio Sánchez | Asistencia: 53 espectadores Árbitro(s): Arsenio Sánchez |

| 24 de agosto de 2014 | Pilcomayo             | 2:1 | General Caballero CG              | Estadio Agustín Báez, Mariano Roque Alonso        |                                                   |
|                      | Walter Ramírez 1' 19' |     | Ceferino Vermelistreng 54' (a.g.) | Asistencia: 72 espectadores Árbitro(s): E. Aquino | Asistencia: 72 espectadores Árbitro(s): E. Aquino |

| 31 de agosto de 2014 | General Caballero CG                | 2:1     | Pilcomayo            | Estadio 26 de Febrero, Luque                          |                                                       |
|                      | Luis Pintos 13' · Carlos Ardian 66' | Reporte | Alejandro Medina 80' | Asistencia: 142 espectadores Árbitro(s): Nery Zaracho | Asistencia: 142 espectadores Árbitro(s): Nery Zaracho |

- General Caballero CG clasificó mediante la ventaja deportiva como mejor clasificado en fase inicial.

| 24 de agosto de 2014 | Humaitá          | 1:1 | Cristóbal Colón JAS | Estadio Pioneros de Corumba Cué, Mariano Roque Alonso |                                                    |
|                      | Raúl Sánchez 76' |     | Pablo Giménez 51'   | Asistencia: 150 espectadores Árbitro(s): D. Aranda    | Asistencia: 150 espectadores Árbitro(s): D. Aranda |

| 31 de agosto de 2014 | Cristóbal Colón JAS                         | 3:0     | Humaitá | Estadio Herminio Ricardo, J. Augusto Saldívar         |                                                       |
|                      | Mario Ricardo 27' 49' · Ángel Fernández 78' | Reporte |         | Asistencia: 187 espectadores Árbitro(s): H. Centurión | Asistencia: 187 espectadores Árbitro(s): H. Centurión |

| 24 de agosto de 2014 | Silvio Pettirossi | 0:0 | Fulgencio Yegros | Estadio Bernabé Pedrozo, Asunción                    |  |
|                      |                   |     |                  | Asistencia: 118 espectadores Árbitro(s): J. Martínez |  |

| 31 de agosto de 2014 | Fulgencio Yegros                                                                           | 6:1 | Silvio Pettirossi  | Estadio Parque Fulgencio Yegros, Ñemby            |                                                   |
|                      | Marcos Bareiro 35' · Eduardo Benítez 46' 62' · Júnior Vargas 59' 64' · Mario Fernández 67' |     | Walter Benítez 81' | Asistencia: 106 espectadores Árbitro(s): F. Casco | Asistencia: 106 espectadores Árbitro(s): F. Casco |

### Semifinal
| 7 de setiembre de 2014 | Fulgencio Yegros | 0:0 | Cristóbal Colón JAS | Estadio Parque Fulgencio Yegros, Ñemby                |  |
|                        |                  |     |                     | Asistencia: 508 espectadores Árbitro(s): Nery Zaracho |  |

| 14 de setiembre de 2014 | Cristóbal Colón JAS | 1:2 | Fulgencio Yegros                         | Estadio Herminio Ricardo, J. Augusto Saldívar             |                                                           |
|                         | Mario Ricardo 20'   |     | Eduardo Benítez 33' · Marcos Bareiro 58' | Asistencia: 1190 espectadores Árbitro(s): Arsenio Sánchez | Asistencia: 1190 espectadores Árbitro(s): Arsenio Sánchez |

| 7 de setiembre de 2014 | General Caballero CG | 0:1 | Ameliano             | Estadio 26 de Febrero, Luque                            |                                                         |
|                        |                      |     | Marcos Caballero 46' | Asistencia: 282 espectadores Árbitro(s): César Martínez | Asistencia: 282 espectadores Árbitro(s): César Martínez |

| 14 de setiembre de 2014 | Ameliano                     | 1:4 | General Caballero CG                                                            | Estadio José Tomás Silva, Asunción                    |                                                       |
|                         | Guillermo Riveros 16' (pen.) |     | Walter López 7' · Gerónimo Busto 11' · Héctor Gutíerrez 34' · Carlos Ardían 67' | Asistencia: 400 espectadores Árbitro(s): Nery Zaracho | Asistencia: 400 espectadores Árbitro(s): Nery Zaracho |

### Finales
| 21 de setiembre de 2014 | Fulgencio Yegros   | 1:0     | General Caballero CG | Estadio Parque Fulgencio Yegros, Ñemby                 |                                                        |
|                         | Eduardo Benítez 2' | Reporte |                      | Asistencia: 782 espectadores Árbitro(s): Marcos Franco | Asistencia: 782 espectadores Árbitro(s): Marcos Franco |

| 28 de setiembre de 2014 | General Caballero CG | 1:1     | Fulgencio Yegros   | Estadio 26 de Febrero, Luque                               |                                                            |
|                         | Gerónimo Busto 40'   | Reporte | Marcos Bareiro 26' | Asistencia: 818 espectadores Árbitro(s): Enrique Maldonado | Asistencia: 818 espectadores Árbitro(s): Enrique Maldonado |

## Campeón
|                                               |
| Fulgencio Yegros de Ñemby (invicto) 1º título |